# تي. جي. هارفي
تي. جي. هارفي هو فلاح وسياسي كندي، ولد في 23 أغسطس 1982 في بيرت أندوفر في كندا. نشط حزبياً في الحزب الليبرالي الكندي. وقد انتخب عضو مجلس العموم الكندي عن دائرة Tobique—Mactaquac ‏ وقد انضم خلال فترته النيابية ‏ للكتلة البرلمانية الحزب الليبرالي الكندي.